# مادلین طبر
مادلین طبر (انگلیسی: Madeleine Tabar؛ زادهٔ ۲۶ فوریهٔ ۱۹۵۸) هنرپیشه اهل لبنان است.